# Santa Cruz, Laguna

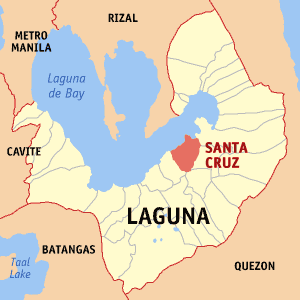
Santa Cruz läge i Laguna

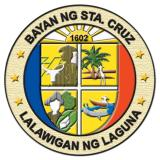
Santa Cruz Laguna seal

Santa Cruz är en ort i Filippinerna som är administrativ huvudort för provinsen Laguna, som ligger i regionen CALABARZON. Den har 92 694 invånare (folkräkning 1 maj 2000).
Santa Cruz räknas officiellt inte som stad utan är en kommun. Kommunen är indelad i 26 smådistrikt, barangayer, varav samtliga är klassificerade som tätortsdistrikt. Ariel Tobias Magcalas var tidigare borgmästare i Santa Cruz. Den sittande borgmästaren är Edgar S. San Luis.